# Xanəgah (Culfa)
Xanəgah è un comune dell'Azerbaigian situato nel distretto di Culfa.